# The Lion, the Lamb, the Man
The Lion, the Lamb, the Man é um filme mudo norte-americano de 1914, do gênero drama, dirigido por Joe De Grasse e estrelado por Lon Chaney. O filme é agora considerado perdido.

## Elenco
- Pauline Bush - Agnes Duane
- Lon Chaney - Fred Brown
- Millard K. Wilson - Bert Brown
- William C. Dowlan - Reverendo Hughe Baxton
- Gus Ingles - Rev. Percival Higginbotham